# Bryocorini
Tribu
Les Bryocorini sont une tribu d'insectes hémiptères hétéroptères (punaises) de la famille des Miridae et de la sous-famille des Bryocorinae.

## Description
Les membres de cette tribu se caractérisent par les critères suivants : 
- les yeux sont petits et placés proches de la marge antérieure du pronotum ;
- la marge postérieure du vertex est carénée ;
- le premier segment du rostre est court et épais ;
- le pronotum forme un étroit collier à sa marge antérieure, délimité par une profonde suture ;
- l'aire évaporatoire de la glande est ovale, fortement surélevée et convexe, avec une unique soie ;
- l'apex des tarses présente des pseudopulvilli sans parempodia ;
- la capsule génitale a une large ouverture, l'édéage est petit, avec d'autres critères des organes génitaux[2].

## Systématique
La monophylie de cette tribu est confirmée par l'analyse de Konstantinov et Knyshov. Au plan phylogénétique, elle est considérée comme le groupe-frère des Eccritotarsini.
Cette même analyse transfère le genre Bryocorella dans les Bryocorini, élève le sous-genre Cobalorrhynchus Reuter, 1906 au niveau de genre, et décrit un nouveau genre, Diplazicoris, monotypique. Dès lors, la tribu comprend sept genres pour une cinquantaine d'espèces. 

## Liste des genres
Selon BioLib (15 mai 2022) corrigé à partir de Konstantinov & Knyshov (2015) :
- genre Bryocorella Carvalho, 1956, (auparavant dans  les Eccritotarsini), monotypique, Micronésie.
- genre Bryocoris Fallén, 1829, dix espèces, Paléarctique (en Chine, Japon, une espèce jusqu'en Europe).
- genre Bryophilocapsus Yasunaga, 2000, monotypique (une seule espèce), Japon.
- genre Cobalorrhynchus Reuter, 1906, ancien sous-genre de Bryocoris élevé au rang de genre, onze espèces retreintes au Sud et au Centre de la Chine, avec une seule présente également au Japon.
- genre Diplazicoris Konstantinov & Knyshov, 2015, monotypique, Indonésie.
- genre Hekista Kirkaldy, 1902, quatre espèces, Asie du Sud-Est et Nouvelle-Guinée.
- genre Monalocoris Dahlbom, 1851, dix-neuf espèces, répartition quasi-cosmopolite[4].

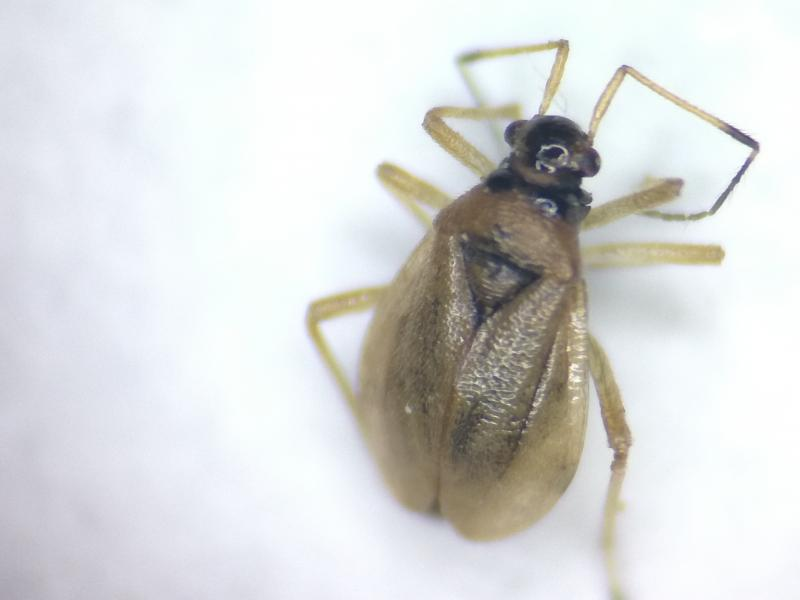
Bryocoris pteridis, mâle probable, macroptère
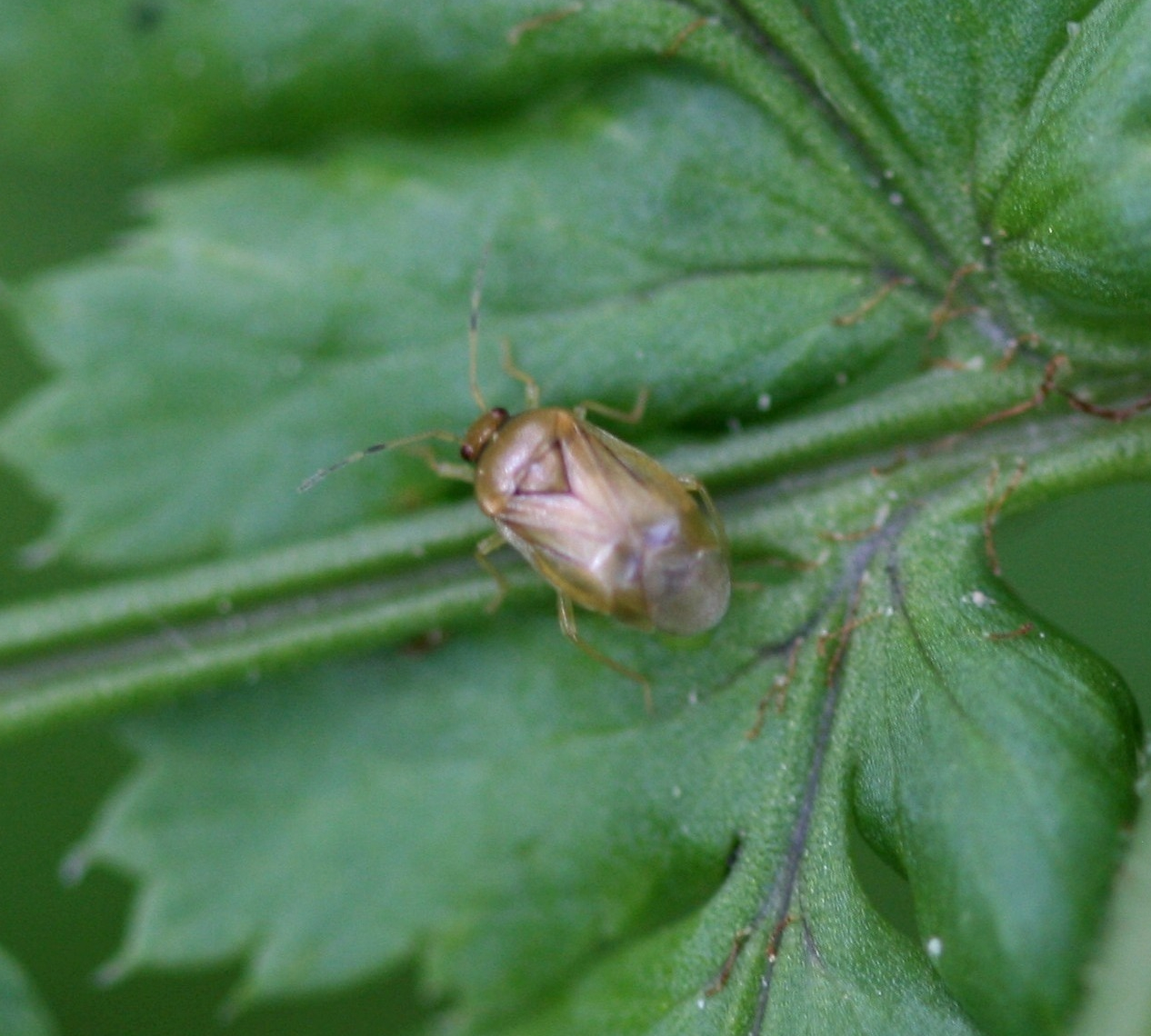
Monalocoris filicis